# 龍ケ崎市立中央図書館
龍ケ崎市立中央図書館（りゅうがさきしりつちゅうおうとしょかん）は、茨城県龍ケ崎市にある公立図書館。
龍ケ崎市では、本館以外に12か所の公民館図書室を設置しているほか、市内にある公立小・中学校全19校に専任の司書を配置するなど、市民の読書活動に力を入れている。

## 概要
図書館は鉄筋コンクリート地上2階建である。延床面積は1,643m2。
- 1階 - 一般開架室、児童開架室、おはなしのへや
- 2階 - 牛山純一記念ライブラリー、鑑賞室
- オーディオ・ビジュアル資料数 - 6,942冊（2009年3月31日現在[1]）
- 雑誌数 - 202タイトル（2009年3月31日現在[2]）
- 新聞数 - 22紙（2009年3月31日現在[2]）

## 利用案内
- 貸出制限 - 龍ケ崎市に居住・通勤する者及び牛久市・利根町に居住する者
- 貸出可能点数 - 図書8冊、CD2点、カセットテープ4点
- 返却場所 - 中央図書館カウンター、中央図書館ブックポスト、龍ケ崎市駅東口ブックポスト
- 開館時間 - 9時30分～19時（土日祝日は17時まで）
- 休館日 - 月曜日（月曜日が祝日の場合、その翌日と翌々日）、祝日の翌日（祝日の翌日が土日の場合は開館）、年末年始、整理日（毎月末、特別整理期間、年度末）

## 牛山純一記念ライブラリー
小学校6年生から旧制竜ヶ崎中学校卒業まで、現在の龍ケ崎市で過ごしたドキュメンタリー映像作家・牛山純一ゆかりの品を展示するコーナー。牛山の生前の希望により、1998年（平成10年）に日本映像記録センターから作品600本の寄贈を受け、開設された。

## 歴史
1974年（昭和49年）、龍ケ崎市立龍ケ崎小学校PTAの有志がバスを使った「母親みどり文庫」を開設、翌1975年（昭和50年）に龍ケ崎読書会が発足した。同会は1977年（昭和52年）に龍ケ崎市読書会連合会に改称、龍ケ崎市内12団体の連合体として読書研修会などを開催してきた。連合会は図書館の建設運動を展開し、当時の市長が公約に掲げたことで、図書館の設置が決まった。1985年（昭和60年）4月より開館準備が進められ、翌1986年（昭和61年）7月1日に開館した。
2006年（平成18年）5月からは、ブックスタート事業として館内に「おはなしのへや」を設置、絵本や子育て本を配架したほか、よみきかせボランティアが定期的におはなし会を開いている。

## 図書館の事業
- 市内小中学校図書館・司書への支援 - 2005年（平成17年）の時点では学校間及び学校と中央図書館の連携は不十分であった[3]が、2009年（平成21年）までに中学校間の相互貸借が実現し、小学校向けに図書の準備を行ったり、学童保育へ紙芝居を貸し出している[2]。
- 図書館まつり[2] - 毎年秋に龍ケ崎市社会福祉協議会主催の「ふれ愛広場」と同時に開催。人形劇や図書館セミナー受講者の俳句・川柳作品の展示などを実施。
- 文学散歩[2] - 文学や歴史の舞台を日帰りで訪ねる。

## 交通
- 関東鉄道竜ヶ崎線竜ヶ崎駅より徒歩10分。
- 龍ケ崎市コミュニティバス文化会館バス停留所下車、すぐ。

## 周辺
- 龍ケ崎市文化会館
- 龍ケ崎市立愛宕中学校
- 龍ケ崎市歴史民俗資料館